# Brontops
Genre
Espèces de rang inférieur
- † B. robustus
- † B. amplus
- † B. bicornutus
- † B. brachycephalus
- † B. dispar
- † B. selwynianus
- † B. tyleri

Brontops (« visage de tonnerre ») est un genre fossile de mammifères périssodactyles ressemblant à un rhinocéros. 

## Présentation
Il est parfois considéré comme synonyme de Megacerops, .
Il a vécu à l'Oligocène inférieur, en Amérique du Nord, il y a environ 30 Ma (millions d'années).